# Ante Žanetić
Ante Žanetić (18. listopadu 1936 – 18. prosince 2014) byl jugoslávský a chorvatský profesionální fotbalista.
Během své klubové kariéry hrál za HNK Hajduk Split, Bruggy a Racing White. Odehrál také 15 zápasů za jugoslávský národní fotbalový tým a zúčastnil se Mistrovství Evropy ve fotbale 1960 a byl součástí jugoslávského týmu, který vyhrál olympijské hry v roce 1960. Odehrál také přátelský zápas za chorvatský národní tým proti Indonésii.
Žanetić se později rozhodl opustit Jugoslávii, aby mohl hrát fotbal v západní Evropě. V roce 1961 opustil tým Hajduk Split a přestěhoval se do Belgie, kde hrál za Bruggy a Racing White. Následně emigroval do Austrálie. Zemřel tam v roce 2014.